# 1215

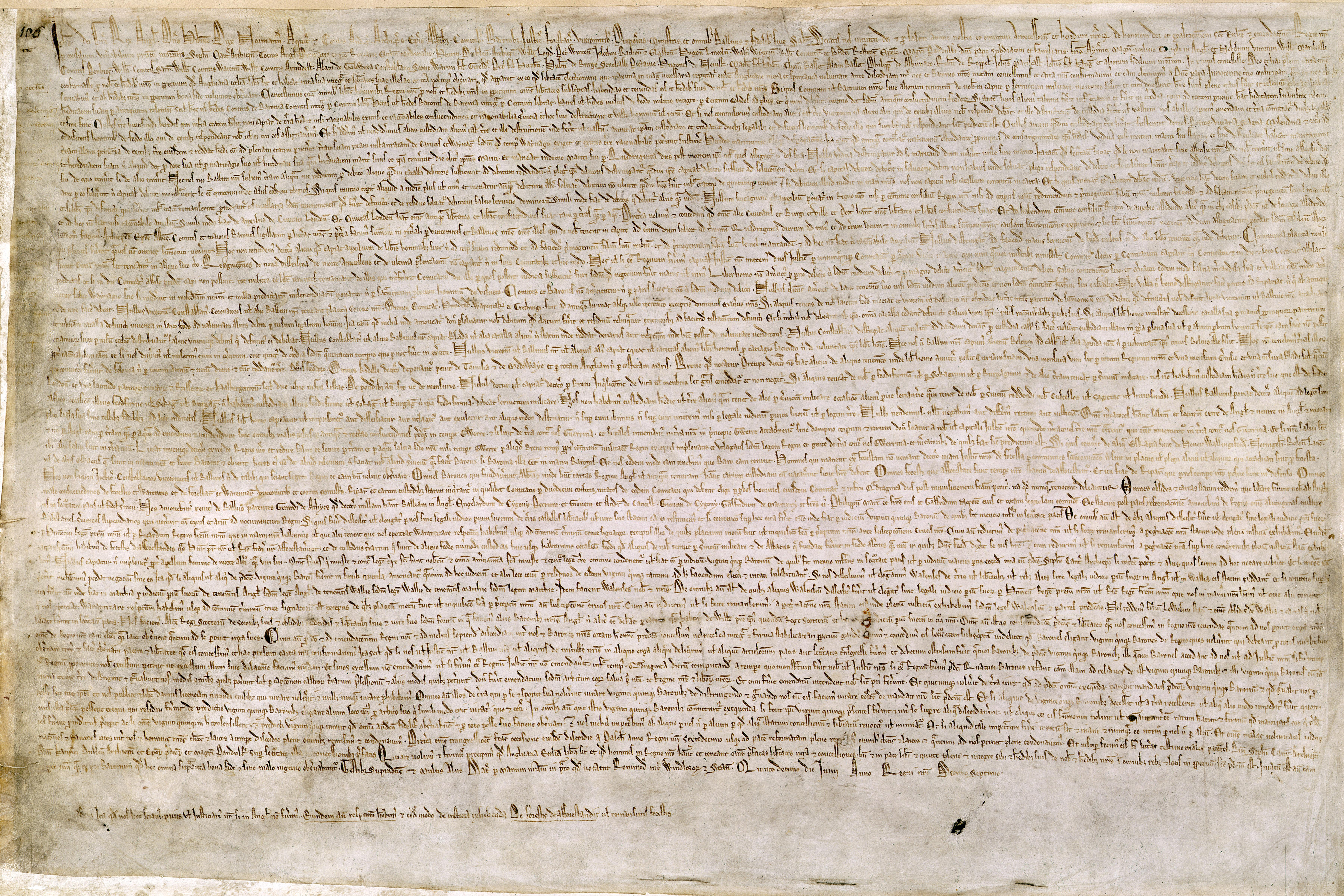
Magna Carta

Het jaar 1215 is het 15e jaar in de 13e eeuw volgens de christelijke jaartelling.

## Gebeurtenissen
- Magna Charta
  - 4 maart - koning Jan zonder Land zweert de kruiseed tegenover paus Innocentius III om diens steun te verwerven.
  - 15 juni - koning Jan zonder Land wordt gedwongen zijn zegel te hechten aan de Magna Carta, die de voorrechten van de adel en de grondbezitters vastlegt en de macht van de koning inperkt. Dit vindt plaats in Runnymede.
  - augustus - koning Jan verwerpt de Magna Carta, wat leidt tot de Eerste Baronnenoorlog.
  - 24 augustus - paus Innocentius III verklaart de Magna Carta ongeldig.
- 11-30 november: Vierde Lateraans Concilie. Tot de besluiten van dit grootste middeleeuwse concilie behoren:
  - De leer van de transsubstantiatie wordt tot dogma verheven
  - Frederik II wordt tot keizer uitgeroepen, en Otto IV verliest derhalve de titel
  - Joden (geel insigne of jodenhoed) en moslims moeten onderscheidende tekenen gaan dragen
  - De bisschoppelijke inquisitie wordt bevestigd
  - De sacramenten worden vastgesteld
  - Elke vorm van manicheïstisch dualisme wordt verworpen. De katharen en waldenzen worden (opnieuw) als ketters veroordeeld.
  - Godsoordelen worden verboden
  - De verwantschap die tussen echtelieden verboden is, wordt gesteld op de vierde graad. Tot dan toe werd in elk geval officieel de zevende graad aangehouden.
- De Mongolen onder Dzjengis Khan veroveren Yanjing (het huidige Beijing), de hoofdstad van de Jin-dynastie, en vernietigen de stad. De Jin verliezen de noordelijke helft van hun rijk aan de Mongolen, en verplaatsen hun hoofdstad naar Kaifeng.
- Frederik II wordt in Aken tot koning van Duitsland gekroond. Bij zijn kroning belooft hij ter kruistocht te gaan.
- Nördlingen wordt een vrije rijksstad, zie Rijksstad Nördlingen
- Graaf Raymond VI van Toulouse gaat in ballingschap in Engeland
- Görlitz krijgt stadsrechten.
- kloosterstichting: Maagdendaal (Oplinter), Yesse (Essen), Zoetendale (Donk)
- De universiteit van Arezzo wordt gesticht.
- Oudst bekende vermelding: Doesjeti, Mahlberg, Ramstein

## Opvolging
- Armagnac: Gerolt IV opgevolgd door Gerolt V
- patriarch van Constantinopel: Theodorus II Eirenicus opgevolgd door Maximus II, op zijn beurt opgevolgd door Manuel I Charitopoulos
- Fezenzaguet: Gerolt IV van Armagnac opgevolgd door Rogier
- Heilige Roomse Rijk en keizer van Rome: Otto IV opgevolgd door Fredeirk II.
- Toulouse: Raymond VI opgevolgd door Simon IV van Montfort

## Afbeeldingen

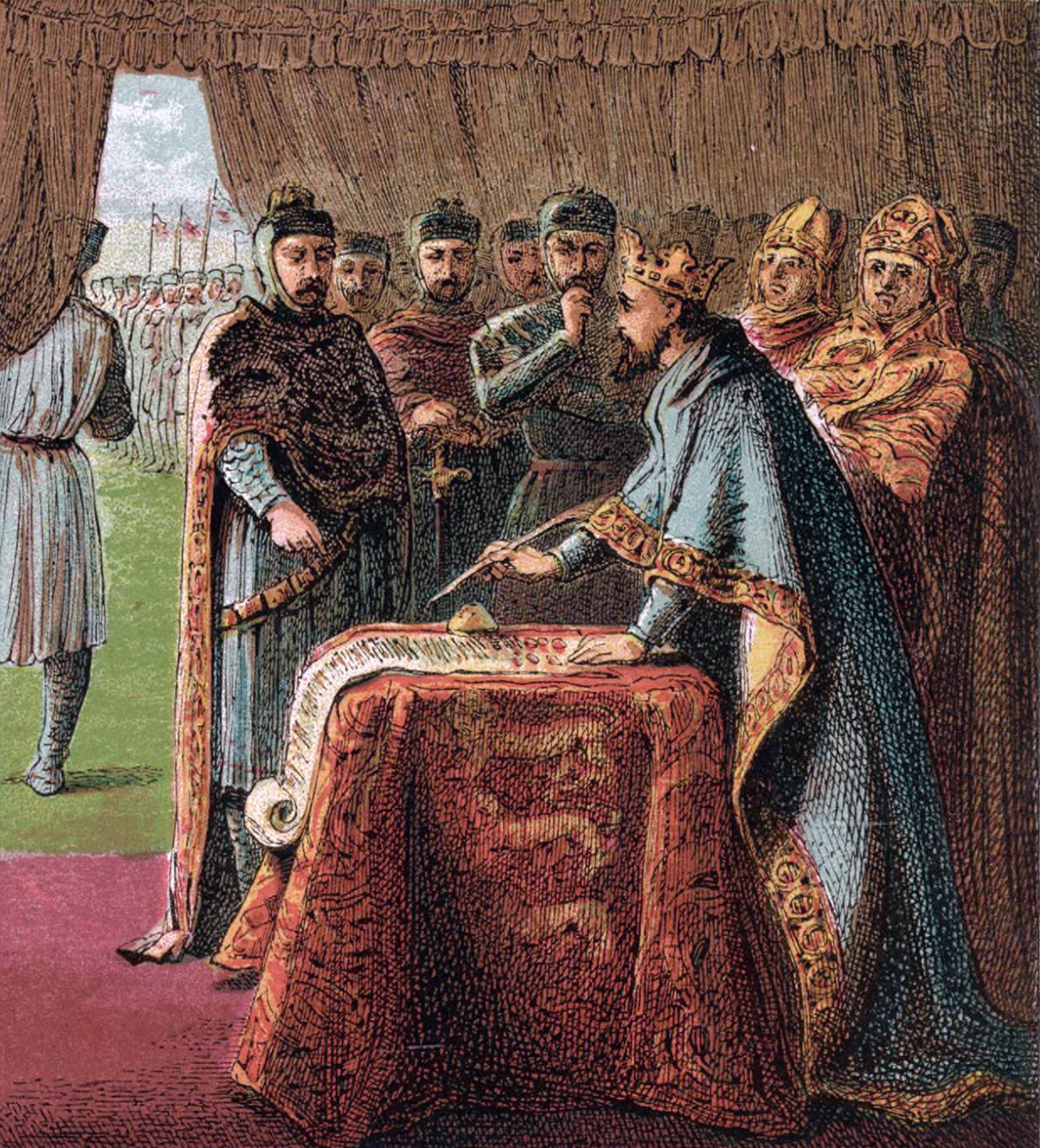
Koning Jan ondertekend de Magna Charta
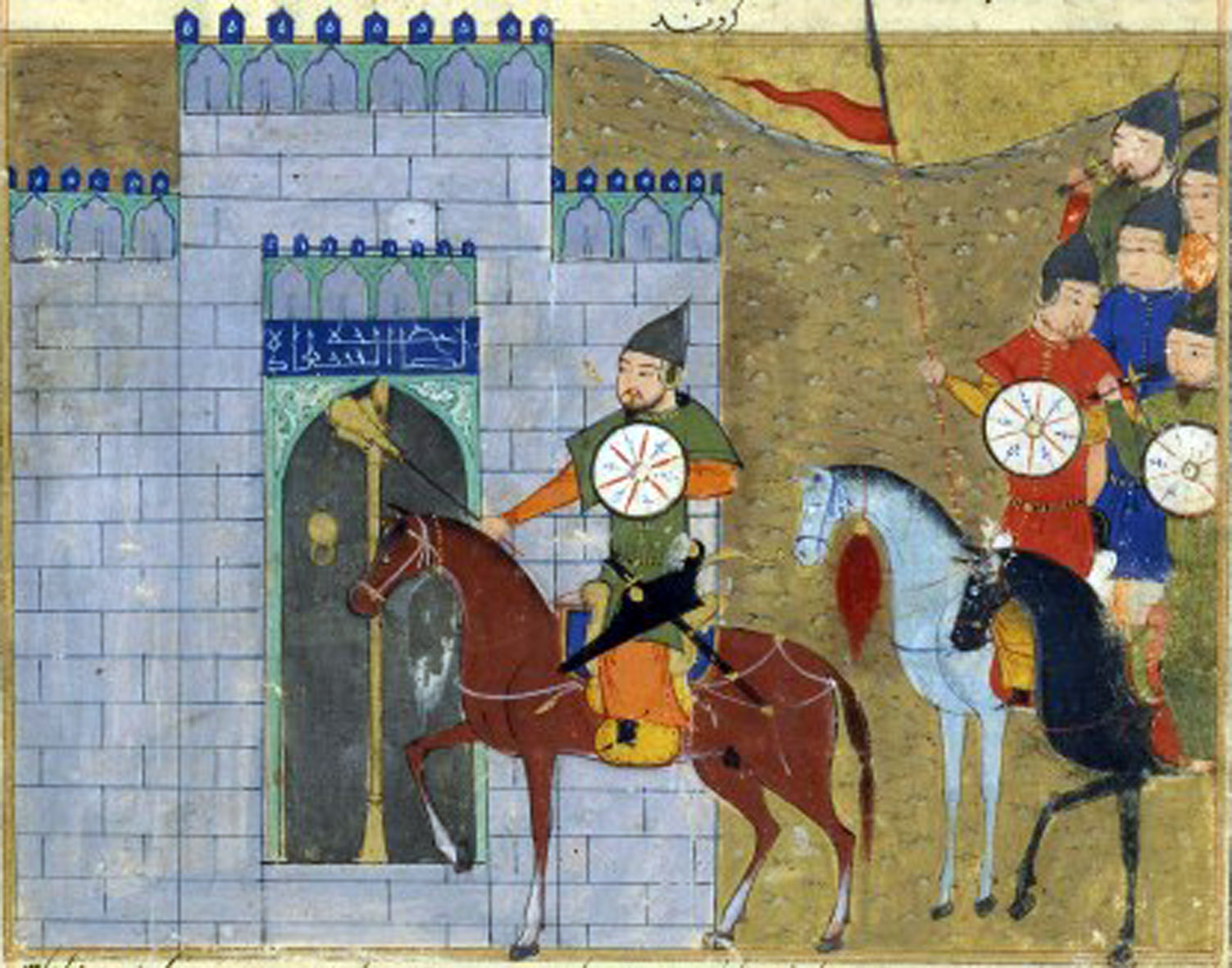
De Mongolen belegeren Beijing
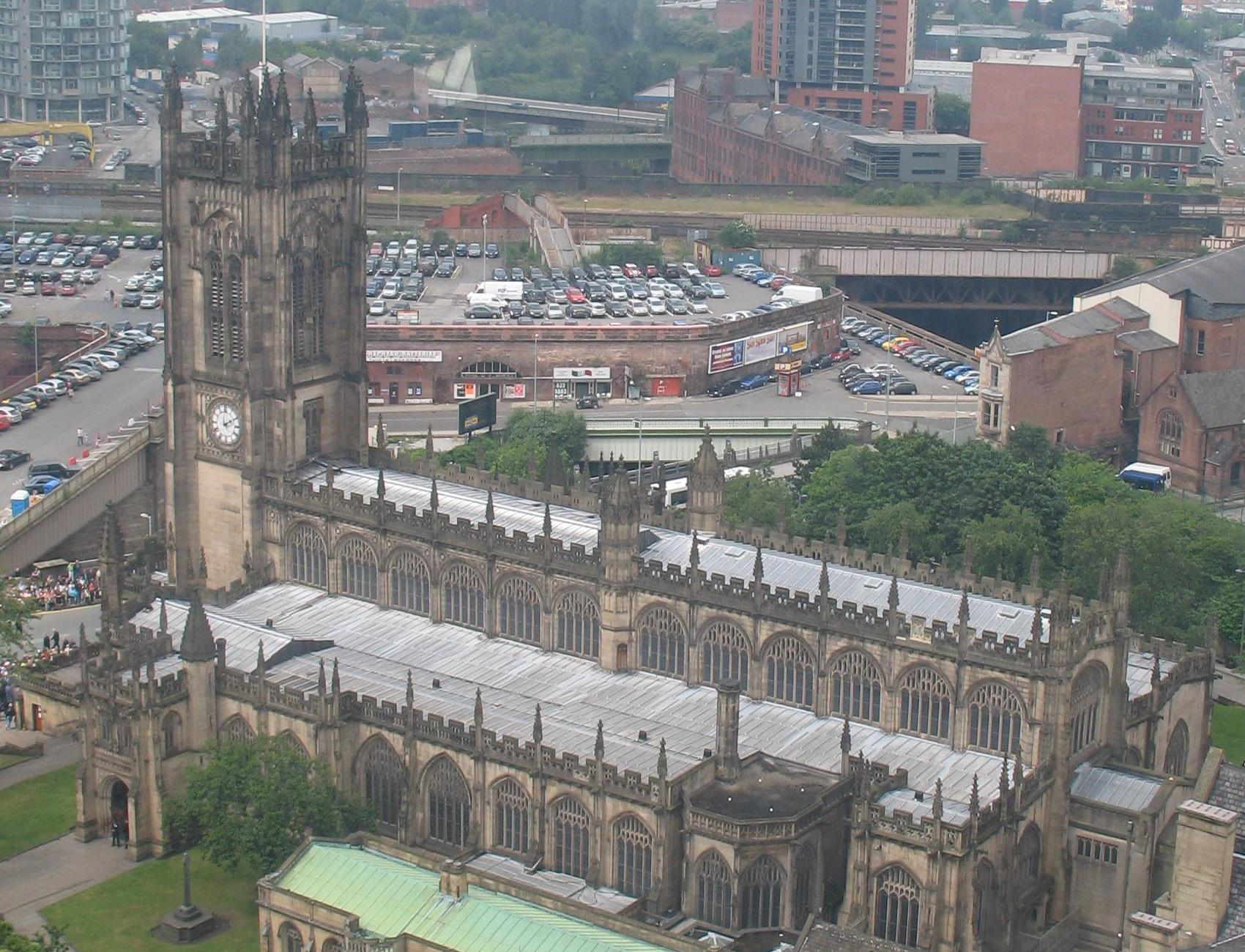
Kathedraal van Manchester (bouw begonnen 1215, huidige vorm 15e eeuw)

## Geboren
- 23 september - Koeblai Khan, khan der Mongolen (1260-1294)
- Celestinus V, Italiaans monasticus, paus (1294)
- David VII, koning van Georgië (1247-1270)
- Hendrik II, vorst van Anhalt-Aschersleben
- Jan I, graaf van Dreux-Braine
- Otto III, markgraaf van Brandenburg
- Agnes van Andechs-Meranië, echtgenote van Frederik II van Oostenrijk (jaartal bij benadering)
- Hendrik III, markgraaf van Meißen en Lausitz, landgraaf van Thüringen en paltsgraaf van Saksen (1218/1247-1265) (jaartal bij benadering)
- Johannes XXI, paus (1276-1277) (jaartal bij benadering)
- Mécia Lopes de Haro, echtgenote van Sancho II van Portugal (jaartal bij benadering)
- Otto II, graaf van Gelre en Zutphen (jaartal bij benadering)
- Willem van Moerbeke, Vlaams vertaler (jaartal bij benadering)

## Overleden
- 9 juni - Manegold van Berg, Duits abt, bisschop van Passau
- 2 juli - Eisai (74), Japanse priester
- 1 september - Otto van Gelre, bisschop van Utrecht
- 18 december - Philippus, bisschop van Ratzeburg
- Gerolt IV, graaf van Armagnac en Fezenzac